# Çaylı (ort i Azerbajdzjan, Qazach)
Çaylı (ryska: Чайлы) är en ort i Azerbajdzjan.   Den ligger i distriktet Qazach, i den västra delen av landet, 400 km väster om huvudstaden Baku. Çaylı ligger 402 meter över havet och antalet invånare är 6 878.
Terrängen runt Çaylı är platt österut, men västerut är den kuperad. Närmaste större samhälle är Qazax, 5,9 km sydost om Çaylı.
Trakten runt Çaylı består till största delen av jordbruksmark. Runt Çaylı är det ganska tätbefolkat, med 72 invånare per kvadratkilometer.